# Sporothrix schenckii
Sporothrix schenckii ist ein weltweit vorkommender Pilz. Die Art ist nach Benjamin Schenck benannt ist, der ihn 1896 erstmals, noch als Medizinstudent, aus einem menschlichen Patienten isolierte.
Die Art kommt im Boden sowie in und auf lebendem und sich zersetzendem Pflanzenmaterial (z. B. Torfmoos) vor.
Sie kann als Erreger der Sporotrichose (Rosengärtner-Krankheit, englisch rose handler’s disease) sowohl Menschen als auch Tiere infizieren.
Der häufigste Infektionsweg ist das Eindringen der Sporen in den Körper durch eine Schnitt- oder Stichwunde in der Haut.
Die Infektion tritt häufig auch bei ansonsten gesunden Menschen auf; sie ist jedoch selten lebensbedrohlich und kann mit Antimykotika behandelt werden.
Nichtparasitisch wächst dieser Pilz in Form von fadenförmigen Hyphen; parasitisch im Wirtsgewebe ist er in der Hefeform zu finden.
Der Übergang zwischen der Hyphen- und der Hefeform ist temperaturbedingt, weshalb S. schenckii, als thermisch dimorpher Pilz klassifiziert wird.

## Morphologie
Sporothrix schenckii kann in einer von zwei Formen (Morphologien) vorkommen: als Hyphe oder als Hefe. Die Hyphenform findet sich in der Umwelt auf Pflanzen und verrottendem Material. Wenn der Pilz den Übergang zu einem tierischen oder menschlichen Wirt vollzieht, überwiegt (aufgrund dessen höherer Körpertemperatur) die Hefemorphologie.

### Hyphe
In der Umwelt oder im Labor bei 25 °C nimmt S. schenckii seine Hyphenform an.
Makroskopisch sind Fäden erkennbar; die Kolonien sind feucht, lederartig bis samtig und haben eine fein faltige Oberfläche.
Die Farbe ist zunächst weiß und kann sich im Laufe der Zeit cremefarben bis dunkelbraun verfärben und ähnelt dann „schmutzigem Kerzenwachs“.
Mikroskopisch betrachtet sind die Hyphen septiert und haben einen Durchmesser von etwa 1 bis 2 μm. Die Konidien sind oval und sehen glasartig (hyalin) aus, farblos oder dunkel gefärbt. Die Gestalt der Konidien wird manchmal als blütenähnlich bezeichnet.

### Hefe
Bei 37 °C nimmt S. schenckii sowohl im Labor als auch im Wirtsgewebe seine Hefeform an. Makroskopisch gesehen wächst die Hefeform als glatte weiße oder cremefarbene Kolonie.
Mikroskopisch sind die Hefezellen 2 bis 6 μm lang und zeigen eine längliche zigarrenförmige Gestalt.

## Epidemiologie und Risikofaktoren
S. schenckii ist weltweit verbreitet (kosmopolitisch). In bestimmten Gebieten der Welt, darunter Peru, tritt die Krankheit jedoch häufiger auf.
Auf der Grundlage von Sequenzanalysen wurde festgestellt, dass Isolate von S. schenckii regionsabhängig in verschiedene phylogenetische Gruppen eingeordnet werden können.
S. schenckii wird häufig aus Pflanzen und dazugehörigem Verpackungsmaterial isoliert.
Gärtner, Landschaftsgärtner und Forstwirte sind einem hohen Infektionsrisiko ausgesetzt. Eine Sporothrix-Infektion kann auch durch Katzenbisse oder -kratzer übertragen werden; dieser Übertragungsweg ist für Epidemien von Sporotrichose verantwortlich.
Immungeschwächte Personen haben ein erhöhtes Infektionsrisiko; solche Patienten weisen häufig schwerere Krankheitsverläufe auf.

## Sporotrichose

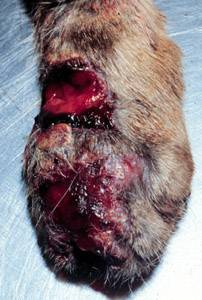
Sporotrichose an der Pfote einer Katze mit Ulzerationen

S. schenckii dringt am häufigsten durch kleine Verletzungen in den Körper ein, die die Hautbarriere beeinträchtigen.
Dieser Infektionsweg und das Vorkommen auf Rosen haben der Sporotrichose den Namen „Rosengärtner-Krankheit“ (englisch rose-handler’s disease oder rose thorn disease) eingebracht.
Ein seltener Infektionsweg ist das Einatmen der Sporen und kommt hauptsächlich bei immungeschwächten Wirten vor.

### Kutane und lymphokutane Form
Die kutane Form (Hautform) der Erkrankung wird durch das Eindringen von S. schenckii in den Körper durch eine Störung der Hautbarriere (äußerliche Verletzung) verursacht.
Das erste Symptom der kutanen Sporotrichose ist eine kleine Hautläsion. Diese Läsionen können Ulzerationen und/oder Erytheme aufweisen.
In der Regel breitet sich die Infektion über die Lymphe entlang der Lymphgefäße aus und geht auf diese Weise über in die lymphokutane (Haut-Lymph-Form). Diese Form der Erkrankung ist durch das zusätzliche Auftreten von Läsionen an Stellen gekennzeichnet, die von der ursprünglichen Infektion weit entfernt sind.
Die Infektion kann beispielsweise bei (nichtmenschlichen) Tieren auftreten und dann durch Kontakt auf den Menschen übertragen werden (zoonotische Infektion/zoonotisches Spillover). Tierärzte sind daher einem besonders hohen Risiko ausgesetzt, sich bei Tieren anzustecken.

### Streuung
Eine disseminierte Erkrankung (gestreute Erkrankung, englisch disseminated disease) liegt vor, wenn sich der Pilz im gesamten Körper ausbreitet. Dies wurde nur bei immungeschwächten Patienten beobachtet und ist eine sehr schwere Erkrankung.
Bei einer disseminierten Infektion kann S. schenckii auch Gelenke, das Gehirn und die Wirbelsäule befallen.
Patienten mit dieser Erkrankung müssen aggressiv mit Antimykotika behandelt werden und müssen lebenslang prophylaktische Antimykotika erhalten, um ein Wiederauftreten oder eine Reinfektion zu verhindern.

## Diagnostische Tests
Makroskopisch zeigen sich Sporothrix-Infektionen nur mit unspezifischen Symptomen.
Im klinischen Labor werden viele in Kulturen isolierte Pilze als Verunreinigungen (Kontamination) betrachtet und außer Acht gelassen.
Daher ist eine genaue Patientenanamnese wichtig, um den Verdacht auf Sporotrichose zu erhärten und um zu erfahren, welche diagnostischen Tests erforderlich sind.
Infektionen mit S. schenckii können leicht mit anderen Krankheiten wie Pyoderma gangraenosum oder Sarkoidose verwechselt werden, was die Notwendigkeit einer genauen Diagnose unterstreicht.

### Primärkulturen
Die Anzucht des Pilzes in Reinkultur ist die zuverlässigste Methode zur Identifizierung einer Sporothrix-Infektion.
Ein Abstrich oder eine Biopsie des Patienten wird zur Beimpfung (Inokulation) von Sabouraud-Agar oder Hirn-Herz-Infusionsbouillon (englisch Brain heart infusion, BHI) verwendet.
Sabouraud-Agar wird bei Raumtemperatur bebrütet, um makroskopisch die weißliche bzw. dunkelbraune/schwarze Hyphenform des Pilzes und mikroskopisch die Hyphen und Konidien zu beobachten.
Die Hefeform wird auf der Hirn-Herz-Infusionsbouillon bei 37 °C gezüchtet.
Die Beobachtung von Hefekolonien zusätzlich zur Hyphenform ist erforderlich, um die Diagnose von S. schenckii zu bestätigen.
Das Wachstum auf Nährböden benötigt etwa ein bis drei Wochen, was bedeutet, dass die Ergebnisse von Patientenkulturen nicht sofort verfügbar sind, um Behandlungsentscheidungen zu treffen.

### Sporotrichin-Hauttest
Bei einem Hauttest wird ein aus im Labor gezüchteten S. schenckii gewonnenes Antigen verwendet, um das Immunsystem des Patienten herauszufordern. Das Antigen wird intrakutan injiziert und der Test wird 48 Stunden später ausgewertet. Ein Erythem (Hautrötung) an der Injektionsstelle zeigt eine positive Reaktion an.
Der Hauptvorteil dieses Tests ist seine Schnelligkeit und einfache Anwendung. Obwohl er schneller Ergebnisse liefert als eine Pilzkultur, hat der Sporotrichin-Hauttest einige wichtige Einschränkungen, denn es wurden Kreuzreaktionen mit anderen Pilzarten sowie positive Reaktionen bei gesunden Personen beobachtet. Im Übrigen bezeichnet der Begriff „Sporotrichin“ kein spezifisches Molekül, sondern nur von S. schenckii stammendes Antigen. Das spezifische bei Hauttests verwendete Antigen ist nicht standardisiert, und es wurden mehrere Studien mit sehr unterschiedlichen Präparaten durchgeführt. Aufgrund seiner Einfachheit bleibt der Hauttest dennoch die Methode der Wahl für groß angelegte epidemiologische Untersuchungen.

### Molekulare Methoden
Molekulare Diagnosetechniken wurden als schnelle, empfindliche und spezifische Tests für S. schenckii eingesetzt. Es hat sich gezeigt, dass PCR-Methoden, die spezifisch das ribosomale RNA-Gen amplifizieren, S. schenckii in klinischen Proben mit minimaler Interferenz durch Wirts- oder Bakterien-Sequenzen nachweisen können. Die Reaktivität von Serum-Antikörpern auf Antigene von S. schenckii kann auch durch ELISA quantifiziert werden.
Obwohl molekularbiologische Techniken als Diagnoseinstrumente vielversprechend sind, bedeuten ihre Kosten sowie der Bedarf an Spezialausrüstung und Fachwissen, dass traditionellere Diagnosemethoden bei der Behandlung von Sporothrix schenckii immer noch eine wichtige Rolle spielen.

## Behandlung

### Antimykotika
Sofern verfügbar und vom Patienten vertragen, sind antimykotische Medikamente als Erstbehandlung der Sporotrichose angezeigt. Bei kutaner Infektion sind Itraconazol oder Terbinafin die primäre Behandlung, wobei Fluconazol empfohlen wird, wenn die primären Antimykotika nicht gut vertragen werden. Wenn sich die Infektion im ganzen Körper ausgebreitet hat, ist Amphotericin B das Mittel der Wahl. Um den Pilz vollständig zu beseitigen, dauert die Behandlung in der Regel 3 bis 6 Monate.
Es hat sich gezeigt, dass die In-vitro-Empfindlichkeit gegenüber Antimykotika von der Wachstumsphase des Pilzes (Hyphen oder Hefen) abhängt.

### Kaliumjodid
Die orale Verabreichung einer gesättigten Kaliumjodidlösung war die erste wirksame Behandlung der Sporotrichose und ist in vielen Teilen der Welt aufgrund ihrer geringen Kosten und ihrer Verfügbarkeit nach wie vor das Mittel der Wahl. Obwohl es wirksam ist, wurde es inzwischen durch antimykotische Medikamente verdrängt, da mehrere Tagesdosen erforderlich sind und Nebenwirkungen wie Magen-Darm-Beschwerden oder Schilddrüsenstörungen auftreten können.

## Virulenzfaktoren

### Melanin-Produktion
S. schenckii synthetisiert Melanin sowohl in vitro als auch in vivo
Die Melaninproduktion ist ein Virulenzfaktor, der bei vielen krankheitsverursachenden Pilzen zu finden ist.
Die Produktion von Melanin in S. schenckii schützt den Pilz vor oxidativem Stress sowie vor Ultraviolettstrahlung und der Abtötung durch Makrophagen. Das Melanin wird nachweislich über den 1,8-DHN-Pentaketid-Weg (siehe unten) synthetisiert.

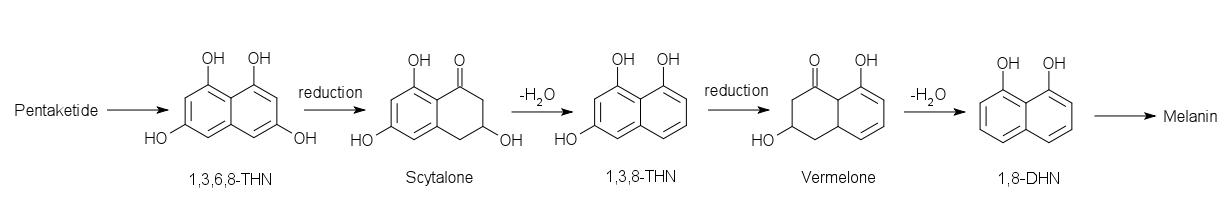
Strukturen einiger Zwischenstufen des Pentaketidwegs der Melaninbiosynthese in S. schenckii.

### Adhesine
Das Anheften (Adhäsion) ist ein wichtiger Bestandteil der Entstehung und Entwicklung (Pathogenese) der Sporotrichose. Die Hefeform von S. schenckii zeigt eine erhöhte Fähigkeit zur Bindung an die extrazellulären Matrixproteine Fibronektin und Laminin des Wirts, wobei sie zwei separate, für diese Proteine spezifische Rezeptoren nutzt.

### Proteasen
S. schenckii baut Proteine ab, indem der Pilz zwei verschiedene Proteasen produziert: eine Serinprotease und eine Asparaginprotease.
Diese Proteasen scheinen für das Wachstum des Pilzes wesentlich zu sein; dabei haben sie jedoch eine gewisse funktionelle Überschneidung: die Inaktivierung eines der beiden Proteine alleine beeinträchtigt das Wachstum nicht, jedoch wird der Pilz durch die Inaktivierung beider gehemmt.
Die Proteaseaktivität hat sich bei der In-vivo-Infektion von Mäusen als wichtig erwiesen.
Zu den Substraten für diese Proteasen gehören die Hautproteine Typ-I-Kollagen, Stratum corneum und Elastin.

### Hitzetoleranz
Das Wachstum bei Körpertemperatur des Wirts (37 °C) ist eine wichtige Voraussetzung für die Pathogenese. Allerdings können einige Stämme von S. schenckii nur bei niedrigeren Temperaturen um 35 °C wachsen und verursachen daher in der Regel nur Krankheiten auf der Haut, da diese kühler ist als das Körperinnere. Die anderen Stämme, die bei Körpertemperatur wachsen können, sind dagegen häufiger mit disseminierten Erkrankungen verbunden.

## Immunreaktion
Die Infektion mit S. schenckii ist bei immunkompetenten Wirten (mit intaktem Immunsystem) im Allgemeinen selbstlimitierend. Die Immunreaktion verhindert die Ausbreitung des Pilzes und ist der Grund dafür, dass die meisten Sporothrix-Infektionen kutan verlaufen.

### Angeborene Immunreaktion
Die Hefeform von S. schenckii wird von Zellen des angeborenen Immunsystems effektiv phagozytiert und aufgrund der Zuckermoleküle auf ihrer Oberfläche oder der Lipide in der Hefezellmembran erkannt. Problem: Obwohl sie aufgenommen werden, werden sie nicht effizient abgetötet.
S. schenckii ist auch in der Lage, die Immunantwort zu modulieren (schwächen), indem es die Zytokinproduktion durch Makrophagen blockiert, wodurch sein eigenes Überleben gefördert wird.

### Spezifische Immunreaktion
Die spezifische Immunreaktion ist erst im späteren Verlauf der Infektion aktiv und umfasst sowohl B-Zellen als auch T-Zellen. Schwere Sporotrichose ist in endemischen Gebieten, in denen der Mensch nahezu ständig mit Sporen von S. schenckii in Kontakt kommt, selten. Diese Tatsache in Verbindung mit dem erhöhten Schweregrad der Erkrankung bei immungeschwächten Patienten deutet darauf hin, dass die spezifische Immunität bei der Infektion mit S. schenckii eine wichtige Rolle spielt.
Es wurde nachgewiesen, dass Patienten mit Sporotrichose spezifische Antikörper gegen S. schenckii bilden, und diese Antikörper können sogar schützend gegen die Krankheit wirken.

## Weiterführende Literatur
- Tom Volk: Tom Volk's Fungus of the Month for February 2003. This month's fungus is Sporothrix schenckii, cause of Rose-picker's Disease (botany.wisc.edu).
- Nelson Ivan Agudelo Higuita: Sporotrichosis. Auf Medscape.
- David Ellis: Sporothrix schenckii complex. University of Adelaide: Mycology Online (mycology.adelaide.edu.au). Memento im Webarchiv vom 26. November 2016.
- Mônica Bastos de Lima Barros mblbarros@fiocruz.br, Rodrigo de Almeida Paes, Armando Oliveira Schubach: Sporothrix schenckii and Sporotrichosis. In: ASM Journals: Clinical Microbiology Reviews, Band 24, Nr. 4, 1. Oktober 2011, doi:10.1128/cmr.00007-11 (englisch).
- Whitney Johnson: Sporothrix schenckii. Auf: MicrobeWiki. Stand: 20. August 2010. Rechte bei Rachel Larsen. Kenyon College, Department of Biology.
- Michaela Maya-Mrschtik: Unwahrscheinlich tödlich: Tod durch Dornbusch. Auf: spektrum.de vom 2. Juli 3024.